# Deutscher Rock & Pop Musikerverband
Der Deutsche Rock & Pop Musikerverband e. V. (DRMV) mit Sitz in Lüneburg ist ein Dachverband für Musikgruppen, Musiker, Komponisten, Texter, Musikjournalisten, Musikproduzenten, Tonstudios, Independent-Labels, Verlage und andere Berufsgruppen aus dem Bereich der Rock- und Popmusik. Er vergibt jährlich die Deutschen Rock & Pop Preise.

## Geschichte und Aufgaben
Der DRMV wurde 1983 gegründet und repräsentiert etwa 20.000 Rock- und Popmusiker sowie Musik & Musikalienfirmen in Deutschland.
Zu den Zielen des DRMV gehören die kulturelle Anerkennung der Rock- und Popmusik und die Förderung der Rock- und Popkultur in verschiedenen musikstilistischen Bereichen. Den Mitgliedern steht eine umfangreiche Datenbank mit Adressen aus dem Musikgeschäft zur Verfügung. Ein weiteres wichtiges Tätigkeitsfeld des DRMV ist die rechtliche und fachliche Beratung seiner Mitglieder. Der DRMV kritisiert die Verteilung der durch die GEMA vereinnahmten Tantiemen an die Komponisten. Nach der Meinung des Sprechers Ole Seelenmeyer werden Rock- und Popmusiker als Urheber dabei erheblich benachteiligt.

Der DRMV vertreibt unter dem Label Rockwerk Records produzierte Tonträger seiner Mitglieder.

## Organisation
Organe des Vereins sind der Vorstand und das Kuratorium, in dem Größen der Musikbranche vertreten sind, welche den Vorstand beraten. Geschäftsführender Sprecher ist Ole Seelenmeyer. Außerdem gibt der Partnerverein Kulturelles Jugendbildungswerk e. V. seit 1982 alle drei Monate die Zeitschrift Musiker Magazin und in unregelmäßigen Abständen das Musik & Medienbuch heraus.
Der Verband ist einbezogen in die Deutsche Popstiftung und mit ihr personell verschränkt. Diese fördert die musikalische Jugend in Deutschland im Bereich der Rock- und Popmusik. Im Vorstand der Stiftung sitzen Andreas Beyer, Bernd Jöstingmeier, Manfred Augustin und der geschäftsführende Vorstandssprecher Ole Seelenmeyer.
Stiftungskuratoren sind unter dem Vorsitz von Edgar Weiler, Gunther Emmerlich, Lisa Fitz, Dieter Thomas Heck, Dieter Hertrampf (Puhdys), Jean-Jacques Kravetz (Panik Orchester Udo Lindenberg), Heinz Rudolf Kunze, Julia Neigel, Nicole, Mario Ohoven (Präsident des Bundesverbandes Mittelständische Wirtschaft), Peter Orloff, Rudolf Schenker (Scorpions), Erich Schulze, Ralph Siegel, Steffi Stephan (Panik Orchester Udo Lindenberg) und Juliane Werding.

## Deutscher Rock & Pop Preis
Der DRMV vergibt seit 1983 jährlich den Deutschen Rock & Pop Preis an Bands, Solosänger und in 125 weiteren Unterkategorien. In den einzelnen Kategorien kann es auch mehrere Preisträger geben, im Jahr 2021 beispielsweise wurde der „Singer-Songwriter-Preis“ an 47 Preisträger vergeben. Der Preis ist nicht dotiert und für eine Bewerbung wird eine Gebühr in Höhe von 20 Euro für Mitglieder und 30 Euro für Nicht-Mitglieder erhoben. Außerdem wird eine Teilnahmegebühr von mindestens 150 Euro erhoben, wenn die Einreichung von der Jury ausgewählt worden ist und die Preisverleihung stattfindet. Durch viele Sonderauszeichnungs-Kategoriengruppen werden jährlich zusätzlich Preise an angemeldete/bewerbende Teilnehmer vergeben.
Hinsichtlich der Durchführung der Veranstaltung, ihrer Auswahlkriterien und der nicht immer als überzeugend wahrgenommenen Qualität der Preisträger kommt es seitens Musikschaffender und Journalisten gelegentlich zu kritischen Äußerungen, die teilweise die Seriosität der Veranstaltungsmodalitäten hinterfragen oder die Bedeutung der Auszeichnungen für die Karriereförderung von Nachwuchsmusikern als weitgehend irrelevant einschätzen.